# سرژیک (خواننده)
سرژیک آغازاریان (به ارمنی: Սերժիկ Աղազարյան) با نام هنری سرژیک خواننده ایرانی ارمنی‌تبار در سبک موسیقی پاپ است. او کار خوانندگی را در ایران آغاز کرد و پس از مهاجرت به ایالات متحده آمریکا به کار خود در ایالت کالیفرنیا ادامه داد.

## آلبوم‌ها
| سال انتشار  | نام آلبوم        | تعداد آهنگ‌ها | ناشر  |
| ۱۹۹۶/۱۳۷۵   | بوالهوس          | ۱۱           |       |
| ----------- | ---------------- | ------------ | ----- |
| ۱۳۸۰ / ۲۰۰۱ | عروسی            | ۸            |       |
| ۱۳۸۱ / ۲۰۰۲ | مادر             | ۷            | ترانه |
| ۱۳۸۵ / ۲۰۰۶ | پدر              | ۹            | ترانه |
|             | انتظار           | ۹            |       |
|             | بهترین های سرژیک | ۱۹           |       |

## ترانه‌شناسی

### انتظار
| نام ترانه  | ترانه سرا        | آهنگساز          | تنظیم     |
| ---------- | ---------------- | ---------------- | --------- |
| لیلا       | ریموند شاه‌نظریان | ریموند شاه‌نظریان | نوید نحوی |
| شب         | ریموند شاه‌نظریان | ریموند شاه‌نظریان | نوید نحوی |
| خاطرخواه   | ریموند شاه‌نظریان | ریموند شاه‌نظریان | نوید نحوی |
| نازتو      | ریموند شاه‌نظریان | ریموند شاه‌نظریان | نوید نحوی |
| عهد        | ریموند شاه‌نظریان | ریموند شاه‌نظریان | نوید نحوی |
| خورشید     | ریموند شاه‌نظریان | ریموند شاه‌نظریان | نوید نحوی |
| غنچه ها    | ریموند شاه‌نظریان | ریموند شاه‌نظریان | نوید نحوی |
| قهر و آشتی | لازاریان         | آرمن             | نوید نحوی |
| انتظار     | لازاریان         | آرمن             | نوید نحوی |

### ۱۳۸۰- عروسی
| نام ترانه    | ترانه سرا      | آهنگساز        | تنظیم      |
| ------------ | -------------- | -------------- | ---------- |
| گنج طلا      | سیروس علی‌آبادی | سیروس علی‌آبادی | آرتور      |
| نامزد        | سیروس علی‌آبادی | سیروس علی‌آبادی | آرتور      |
| عروسی        | سیروس علی‌آبادی | سیروس علی‌آبادی | آرتور      |
| آوردیمش      | سیروس علی‌آبادی | سیروس علی‌آبادی | آرتور      |
| بله برون     | سیروس علی‌آبادی | سیروس علی‌آبادی | آرتور      |
| رومه و جولیت | سیروس علی‌آبادی | سیروس علی‌آبادی | آرتور      |
| مرغ دریا     | سیروس علی‌آبادی | سیروس علی‌آبادی | کاوه حقیقی |
| همسر         | سیروس علی‌آبادی | سیروس علی‌آبادی | آرتور      |

### ۱۳۸۱- مادر
| نام ترانه  | ترانه سرا      | آهنگساز        | تنظیم |
| ---------- | -------------- | -------------- | ----- |
| مادر       | سیروس علی‌آبادی | سیروس علی‌آبادی |       |
| ایران من   | سیروس علی‌آبادی | سیروس علی‌آبادی |       |
| قشنگ زندگی | سیروس علی‌آبادی | سیروس علی‌آبادی |       |
| عروس اومد  | سیروس علی‌آبادی | سیروس علی‌آبادی |       |
| لب تر بکن  | سیروس علی‌آبادی | سیروس علی‌آبادی |       |
| خواستگاری  | سیروس علی‌آبادی | سیروس علی‌آبادی |       |
| عروسی      | سیروس علی‌آبادی | سیروس علی‌آبادی |       |

### ۱۳۸۵- پدر
| نام ترانه  | ترانه سرا      | آهنگساز        | تنظیم          |
| ---------- | -------------- | -------------- | -------------- |
| گل ناز     | سیروس علی‌آبادی | سیروس علی‌آبادی | محمد ستاری     |
| دیوونه     | سیروس علی‌آبادی | سیروس علی‌آبادی |                |
| زندگی      | سیروس علی‌آبادی | سیروس علی‌آبادی | محمد ستاری     |
| چه کار کنم | سیروس علی‌آبادی | سیروس علی‌آبادی | محمد ستاری     |
| قاصدک ها   | سیروس علی‌آبادی | سیروس علی‌آبادی |                |
| خال قزی    | سیروس علی‌آبادی | سیروس علی‌آبادی |                |
| نسترن      | سیروس علی‌آبادی | سیروس علی‌آبادی |                |
| پدر        | سیروس علی‌آبادی | سیروس علی‌آبادی | منوچهر چشم آذر |
| عید        | سیروس علی‌آبادی | سیروس علی‌آبادی |                |

### بهترین های سرژیک
| نام ترانه  | ترانه سرا | آهنگساز | تنظیم |
| ---------- | --------- | ------- | ----- |
| قهر و آشتی |           |         |       |
| چادری      |           |         |       |
| دوستت دارم |           |         |       |
| طناز       |           |         |       |
| لجباز      |           |         |       |
| عشوه       |           |         |       |
| بوالهوس    |           |         |       |
| بت پرست    |           |         |       |
| ویرون بشی  |           |         |       |
| آسمون آبی  |           |         |       |
| چشای تو    |           |         |       |
| لایلا      |           |         |       |
| شب         |           |         |       |
| نمک        |           |         |       |
| غنچه ها    |           |         |       |
| راز        |           |         |       |
| mayrik     |           |         |       |
| harik      |           |         |       |
| greetings  |           |         |       |